# Сузе Светог Николе
Сузе Светог Николе је историјски, митолошки и фантастични роман српског књижевника Бранислава Јанковића, издат 2013. године за издавачку кућу Лагуна.
Од свог објављивања до данас имао је најмање девет редовних и неколико посебних допуњених издања, и један је од највећих бестселера домаће књижевности. Једно је од ретких дела новије српске књижевности које се обрађује као изборна лектира у средњим школама у Алексинцу, Суботици, Рачи, Аранђеловцу, Нишу и Ужицу.
У питању је роман омнибус састављен од тридесетак повезаних прича чија се радња дешава у селу Студенцу.

## Радња
Главни јунак романа је Гмитар Милошевић који се из Првог светског рата враћа у родно село Студенац, баш пред славу летњег Светог Николе, прогони га пророчанство да су житељи његовог села у опасности од ђаволетина, демона и нечастивих сила због грехова које су починили за живота.